# Le Ciel du centaure
Pour plus de détails, voir Fiche technique et Distribution.
Le Ciel du centaure est un film franco-argentin réalisé par Hugo Santiago, sorti en 2015.

## Fiche technique
- Titre : Le Ciel du centaure
- Réalisation : Hugo Santiago
- Scénario : Mariano Llinás et Hugo Santiago
- Photographie : Gustavo Biazzi
- Décors : Ana Cambre
- Costumes : Florencia Caligiuri
- Son : Santiago Fumagalli
- Montage : Alejo Moguillansky
- Sociétés de production : Tu vas voir Productions - Unión de los Ríos
- Pays d’origine :  France -  Argentine
- Durée : 90 minutes
- Dates de sortie : 
  - Argentine : 16 mars 2015
  - France : 27 juillet 2016

## Distribution
- Malik Zidi : l'ingénieur
- Romina Paula : Elisa
- Roly Serrano : Baltasar
- Carlos Perciavalle
- Don Amancio
- Gustavo Pardi
- Mustafa Sene

## Sélection
- 2015 : Festival Biarritz Amérique latine